# پانگ فنگیو
پانگ فنگیو (انگلیسی: Pang Fengyue؛ زادهٔ ۱۹ ژانویهٔ ۱۹۸۹) بازیکن فوتبال اهل چین است.
از باشگاه‌هایی که در آن بازی کرده‌است می‌توان به باشگاه فوتبال دالیان پروفشنال اشاره کرد.
وی همچنین در تیم ملی فوتبال زنان چین بازی کرده‌است.